# 斯泰普·拉皮奇
斯泰普·拉皮奇（Stipe Lapić，1983年1月22日—）是一名克罗地亚足球运动员， 最近效力于中国足球甲级联赛球队重庆FC，司职后卫。
拉皮奇在哈伊杜克和荷兰球队埃因霍温接受职业足球训练。2003年，他在萨格勒布迪纳摩开始职业足球生涯。
2012年2月27日，他和中国足球甲级联赛球队延边长白虎签约一年，赛季结束后被放弃。2013年，他转投另一支中甲球队重庆FC。他在2013赛季上半赛季由于伤病和状态原因，仅代表球队在联赛出场7次，杯赛出场1次，在二次转会期时被深陷降级区的重庆FC放弃。